# Arenito

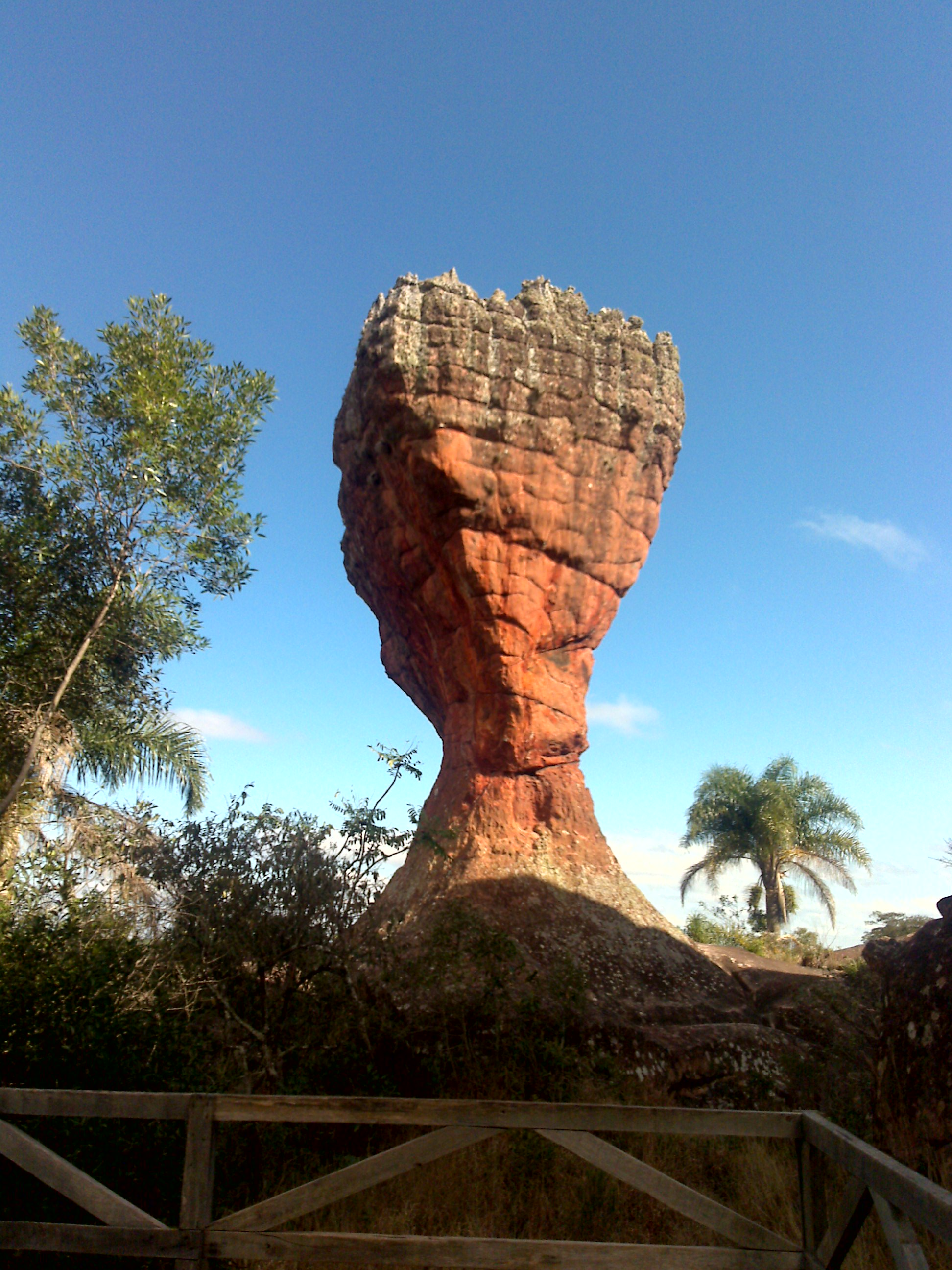
A Taça, um afloramento de arenito e cartão-postal do Parque Estadual de Vila Velha, Paraná, Brasil

Arenito, ou também chamado grés (ou grês), é uma rocha sedimentar que resulta da compactação e litificação de um material granular da dimensão das areias. O arenito é composto normalmente por quartzo, mas pode ter quantidades apreciáveis de feldspatos, micas e/ou impurezas. É a presença e tipo de impurezas que determina a coloração dos arenitos; por exemplo, grandes quantidades de óxidos de ferro, fazem esta rocha vermelha. O arenito é usado em diversas construções civis. 
O arenito é depositado em ambiente continental, nos rios e lagos, ou em ambiente marinho, em praias, deltas ou nas sequências turbidíticas do talude continental.
Os arenitos são rochas lapidificadas constituídas por areias aglutinadas por um cimento natural, que geralmente caracteriza a rocha. São rochas também designadas por grés e muitas vezes são classificadas pela natureza do cimento. Os arenitos argilosos têm um cimento constituído por argilas.
Os arenitos calcários são fundidos por rochas magmáticas e granito de cimento, em geral, de carbonato de cálcio (calcite) fazer efervescência fácil com os ácidos. Se o cimento do arenito for dolomite (carbonato de cálcio e magnésio) a efervescência é menos nítida.
Economicamente, o arenito pode ter interesse se for associado a jazidas minerais do tipo plácer, onde os metais interessantes se depositam como os grãos de areia, integrando depois o arenito.
No Brasil, o arenito é muito estudado em diversas formações geológicas, especialmente na Bacia do Paraná, onde ocorrem importantes depósitos sedimentares. A composição e a textura do arenito podem fornecer informações sobre a história geológica da Terra, como a origem dos sedimentos e o ambiente de deposição.
Em Sapucaia do Sul, município brasileiro do estado do Rio Grande do Sul, próximo a Porto Alegre, há uma grande mineração de arenito, pedras que são extraídas, recortadas e que servem à construção civil, como pedras de alicerce. O arenito encontrado naquela região é do tipo eólico, pertencente à Formação Botucatu. Formou-se pela compactação de areias de um vasto deserto arenoso que existiu onde é hoje a América do Sul no período Triássico e que foi coberto pelas lavas basálticas da Formação Serra Geral. 
Os arenitos são rochas silicosas sedimentares, constituídos por grãos de sílica ou quartzo, ligados por cimento silicoso, argiloso ou calcário. São empregados em revestimentos, resistindo bem aos ataques de agentes agressivos da atmosfera.